# 萬波山 (潘帕羅馬斯區)
9°09′23″S 77°53′25″W / 9.15639°S 77.89028°W
萬波山（Huampo），是秘魯的山峰，位於該國北部安卡什大區，由瓦伊拉斯省的潘帕羅馬斯區負責管轄，屬於內格拉山脈的一部分，海拔高度4,400米。